# 植物ペプチドホルモン
植物ペプチドホルモン（しょくぶつペプチドホルモン、英: Plant peptide hormone）は、植物においてシグナル伝達物質として働くペプチドの総称（植物ホルモン様物質）。植物の生長や発達など様々な面において重要な役割を果たしており、種々のペプチドの受容体が、膜局在性受容体様キナーゼ（植物における最大の受容体様分子ファミリー）として同定されている。シグナルペプチドは以下のタンパク質ファミリーを含む。
システミン (Systemin)
システミンは、害虫に対する化学防御を活性化する長距離シグナルとして機能する小ポリペプチドである。システミンはペプチド性であると最初に確かめられた植物ホルモンである。システミンはタンパク質防御化合物であるプロテアーゼ阻害剤の産生を誘導する。システミンは最初トマトの葉で発見された。システミンは、アミノ酸200残基からなる前駆体・プロシステミンのC末端側がプロセッシングを受け生じる、18残基のペプチドである。
CLV3/ESR-related (CLE) ペプチドファミリー
CLV3 は、膜結合型CLV1受容体様キナーゼに対する短距離リガンドとして機能する小分泌ペプチドをコードしている。シロイヌナズナ (Arabidopsis thaliana) の茎頂分裂組織において、CLV1は、受容体様タンパク質であるCLV2と共に、幹細胞ホメオスタシスを維持するために機能する。トウモロコシのESR (embryo-surrounding region protein) とCLV3は大きく異っているにもかかわらず、両者は、保存されているC末端側のアミノ酸14残基の短い配列を有していることから、共にCLEペプチドファミリーに属している。これまでに、150以上のCLEシグナルペプチドが同定されている。この、酵素的に産生され生理活性を示す部位は、頂端および形成層分裂組織において細胞の分化を促進あるいは阻害するのに重要な役割を果たしている。
ENOD40 (en)
ENOD40は、初期nodulin遺伝子 (Early NODulin gene) であり、12残基と18残基のアミノ酸配列からなる2種の小ペプチドをコードしていると推定されている。ENOD40のmRNAとペプチドのどちらが生物活性に関与しているかについては論争がある。どちらのペプチドとも、"in vivo"において、スクロース代謝における必須構成要素であるスクロース合成酵素の93 kDa サブユニットに結合する。スクロースの分解は、窒素固定における鍵段階であり、根粒の発達に必須である。
ファイトスルフォカイン（Phytosulfokine、PSK、フィトスルフォカイン）
PSKは最初アスパラガスとニンジンの培養細胞から「調節因子」として同定された。生理活性を示す5残基ペプチド (PSK) は、〜80残基の前駆体分泌ペプチドが酵素的に分解され産生する。PSKは、細胞の増殖や分化転換を促進することが明らかにされている。PSKは膜結合型LRR受容体様キナーゼ (PSKR) に結合する。
POLARIS (PLS)
PLSペプチドはアミノア酸36残基からなると予想されているが、分泌シグナルを有していないため、細胞質内で機能することが示唆されている。PLSペプチド自体は、生化学的に単離されていないが、機能喪失型突然変異体 (loss-of-function mutants) は、サイトカイニンに過敏感であり、オーキシンに対する反応は減弱する。発達においては、維管束形成や縦方向の細胞の拡大、放射状の拡大の増強に関与している。
Rapid Alkalinization Factor (RALF)
RALFは、アミノ酸49残基からなり、タバコの葉からシステミンを精製する際に同定された。RALFは急速な培地のアルカリ化を引き起し、システミンのように防御応答を活性化しない。トマトのRALF前駆体cDNAは115残基のポリペプチドであり、N末端側にシグナル配列をC末端側に生理活性RALFペプチドをコードしている。成熟したRALFペプチドがどのように前駆体から産生されるかは明らかになっていないが、酵母や動物においてプロセッシングタンパク質の典型的な認識部位である二塩基性のアミノ酸モチーフが成熟RALFのN末端から2残基上流に位置している。RALFは、25 kDaと120 kDaのタンパク質を含む膜結合型受容体複合体と推定される標的に結合することが明らかにされている。
SCR/SP11
SCR/SP11は、葯のタペート細胞で産生される多型性小ペプチドで、アブラナ属 (Brassica) の種において自家不和合性に関与している。この分泌型ポリペプチドは78〜80残基のアミノ酸からなる。その他のペプチドホルモンと異なり、N末端のシグナルペプチドの除去以外は翻訳後プロセッシングを受けない。SCR/SP11は、その他の小ペプチドホルモンと同様に、膜結合型LRR受容体様キナーゼ (SRK) に結合する。
ROTUNDIFOLIA4/DEVIL1 (ROT4/DVL1)
ROT4およびDVL1は、それぞれ53、51アミノ酸残基からなるペプチドであり、高い配列の相同性を有している。これらのペプチドは、23のメンバーからなるペプチドファミリーに属している。ROT4およびDVL1は、器官の縦軸方向への極細胞の増殖の制御に関与している。
Inflorescence deficient in abscission (IDA)
IDAは、花弁の器官脱離に関与していることが明らかにされている分泌型ペプチドファミリーである。これらのペプチドは、アミノ酸77残基からなりN末端側に分泌シグナルを有している。CLEペプチドファミリーと同様に、これらのタンパク質はC末端側に、切断を受けると推定される塩基性残基と隣接した、保存されたドメインを持っている。これらのタンパク質は花弁が脱離する部位の細胞から分泌される。これまでの研究から、HAESA膜結合型LRR受容体様キナーゼ (LRR-RLK) が、花器官の脱離部位に発現しており、このペプチドの受容体であることが示唆されている。